# Грисьо Юрій Ярославович
Юрій Ярославович Грисьо (нар. 15 липня 1974, Винники) — український футбольний арбітр, представляє Львів. Суддя прем'єр-ліги з 2008 року. Син футбольного арбітра та функціонера Ярослава Грися, брат арбітра Андрія Грися.

## Кар'єра
Закінчив Львівський державний університет фізичної культури.
Суддівство розпочав 1995 року з регіональних змагань. Арбітр ДЮФЛ та аматорської першості України (1996—1999), другої ліги (1999—2003), першої ліги (2003—2007, 2013—2014).
2 серпня 2008 року дебютував у прем'єр-лізі матчем ФК «Харків» — «Арсенал» (Київ).

## Статистика в елітному дивізіоні
Станом на 14 жовтня 2016:
І — ігри, Ж — жовті картки, Ч — червоні картки, П — призначені пенальті
| Сезон   | І  | Ж   | Ч  | П  |
| ------- | -- | --- | -- | -- |
| 2008/09 | 9  | 22  | -  | -  |
| 2009/10 | 12 | 33  | 1  | 1  |
| 2010/11 | 11 | 31  | 1  | 1  |
| 2011/12 | 9  | 50  | 3  | -  |
| 2012/13 | 7  | 24  | -  | 2  |
| 2014/15 | 4  | 15  | -  | 2  |
| 2015/16 | 10 | 36  | 6  | 7  |
| 2016/17 | 4  | 16  | -  | 1  |
| Усього  | 66 | 227 | 11 | 14 |